# 24488 Eliebochner
24488 Eliebochner (tên chỉ định: 2000 YY111) là một tiểu hành tinh vành đai chính. Nó được phát hiện bởi dự án Nghiên cứu tiểu hành tinh gần Trái Đất Lincoln ở Socorro, New Mexico, ngày 30 tháng 12 năm 2000. Nó được đặt theo tên Elie Joshua Bochner, an American high school student whose materials và bioengineering team project won first place ở the 2008 Giải thưởng Khoa học và Kỹ thuật Intel.